# Marie-Jo Zimmermann
Pour les articles homonymes, voir Zimmermann.
Marie-Jo Zimmermann, née le 29 avril 1951 à Creutzwald, est une femme politique française. Elle est notamment députée de la Moselle de 1998 à 2017.

## Biographie

### Jeunesse et études
Née en 1951 à Creutzwald, en Moselle, elle effectue des études supérieures à Strasbourg.
Elle devient ensuite professeure d'histoire et de géographie. 

### Parcours politique
Militante associative et gaulliste, elle est choisie par Pierre Messmer pour être candidate aux législatives sur sa liste en 1986 (ces élections se déroulant intégralement au scrutin proportionnel départemental à un seul tour).
Élue conseillère municipale de Metz en 1989, puis député suppléant de Metz III en 1993, elle siège au conseil d’administration des TCRM[Quand ?] et à celui de l’OPAC de la Moselle[Quand ?] où elle était personnalité qualifiée désignée par le préfet.
Elle est élue députée de Metz III en février 1998 et conseillère régionale de Lorraine en mars 1998. En octobre 2001, elle est désignée vice-présidente du conseil régional de Lorraine, et déléguée à la gestion des lycées.
Elle est réélue députée en 2002, réunissant 62 % des suffrages exprimés. Elle est également nommée en 2002 rapporteure générale de l’Observatoire de la parité par le président de la République Jacques Chirac. Avec 2 404 questions écrites posées au gouvernement entre le 2002 et mi-2006, elle est le troisième député le plus actif de l'Assemblée nationale sur ce critère.
Elle est de nouveau réélue députée dans la 3e circonscription électorale de la Moselle pour la XIIIe législature le 17 juin 2007 au premier tour avec 50,96 % des voix face à Marie-Anne Isler-Béguin.
Elle est candidate UMP aux élections municipales à Metz en mars 2008. Après avoir obtenu 16,5 % des voix au premier tour, contre 24,2 % pour le maire sortant Jean-Marie Rausch, et 34 % pour le candidat PS Dominique Gros, l'UMP lui retire son investiture au profit du maire sortant. Elle fait alors alliance avec la candidate MoDem Nathalie Griesbeck qui avait remporté 14,7 % des votes, et le candidat indépendant Emmanuel Lebeau, qui avait obtenu 5,6 % des votes.  Au deuxième tour, Marie-Jo Zimmermann est battue. Elle remporte 24,3 % des voix contre 27,4 % pour Jean-Marie Rausch et 48,3 % pour Dominique Gros qui est élu maire. 
Elle est à l'initiative en 2011 de la Loi Copé-Zimmermann relative à la « représentation équilibrée des femmes et des hommes au sein des conseils d’administration et de surveillance. 
Elle est réélue députée pour la XIVe législature le 17 juin 2012 dans la 3e circonscription de la Moselle, au second tour avec 53,76 % des voix face à Christiane Pallez (PS). Le 26 juin 2012, elle est élue vice-présidente du groupe UMP à l'Assemblée nationale.
Aux élections municipales de 2014, elle est tête de liste d'une liste de droite cette fois unie, mais elle est à nouveau battue au second tour par Dominique Gros.
Elle est battue par Richard Lioger le 18 juin 2017, alors qu’elle brigue un cinquième mandat de députée dans la 3e circonscription électorale de la Moselle. Elle se présente aux élections législatives de 2022 dans la même circonscription, mais est battue dès le premier tour.
Le 6 mars 2019, elle quitte LR après la désignation de François-Xavier Bellamy comme tête de liste aux élections européennes, déclarant ne plus partager plus les valeurs de son parti : « Je ne peux en aucun cas cautionner ni les prises de positions publiques hostiles à l’avortement, ce qui remet clairement en cause la loi Veil, ni une vision archaïque de la place de la femme dans la société. Je me suis trop battue pour donner à la femme une place digne dans la société pour pouvoir accepter ces visions ». Elle figure en 4e position sur la liste de Debout la France aux élections européennes de 2019.

## Distinctions

### Décorations
- Chevalier de la Légion d'honneur (14 juillet 2018)[9]
- Officier de l'ordre des Palmes académiques